# Романов Олександр Євдокимович
Олександр Євдокимович Романов (15 квітня 1884 — 19 грудня 1919, Київ) — художник-імпресіоніст. Картини і етюди художника зберігаються в Національному художньому музеї України.

## Біографія

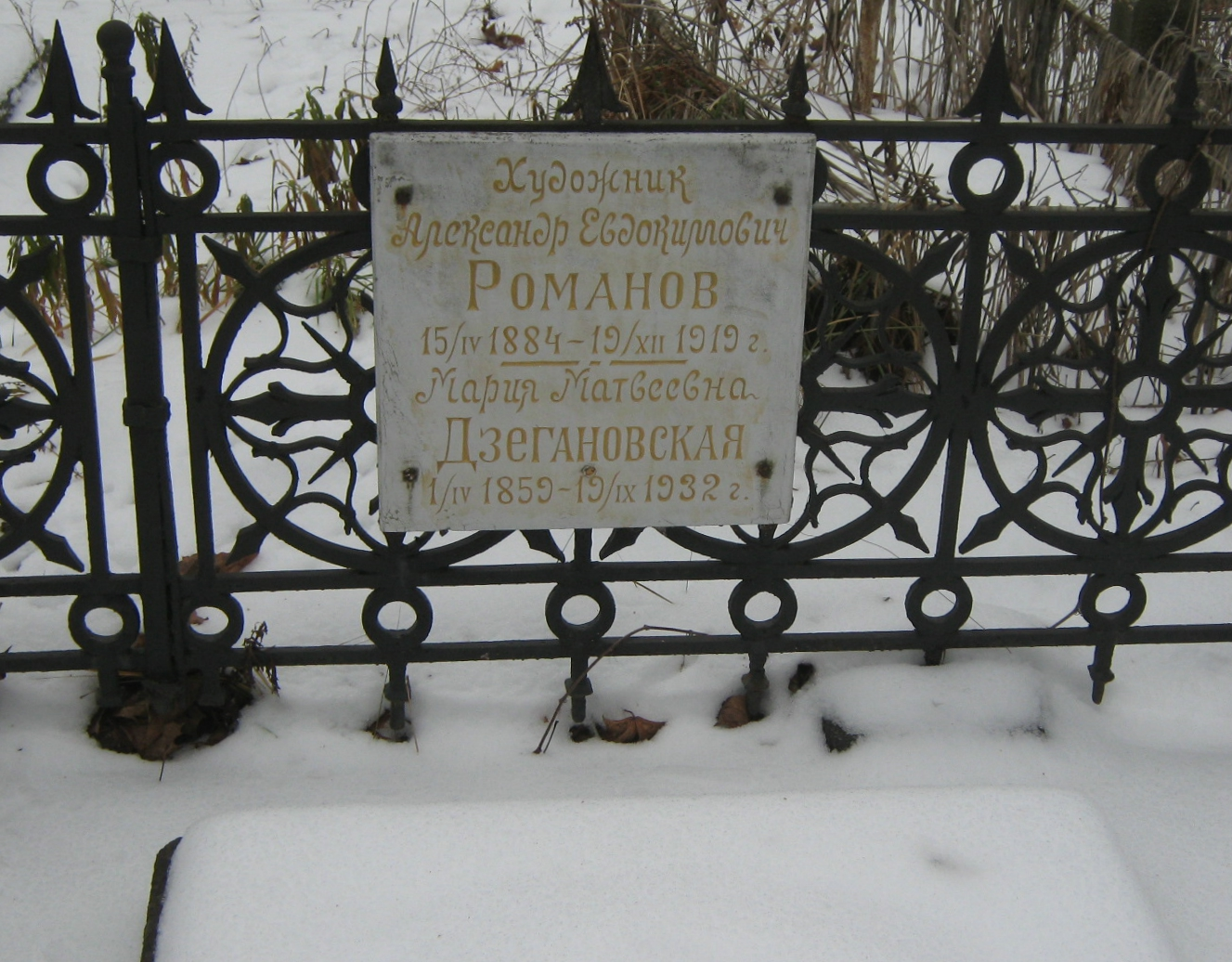
Могила Олександра Романова

Народився 15 квітня 1884 року. В 1913 році Московське художнє училище живопису, скульптури та архітектури. Заснував дитячу рисувальну школу в Києві.
Помер в Києві 19 грудня 1919 року. Похований в Києві на Лук'янівському цвинтарі (ділянка № 11, ряд 13, місце 38).